# Lingue maya

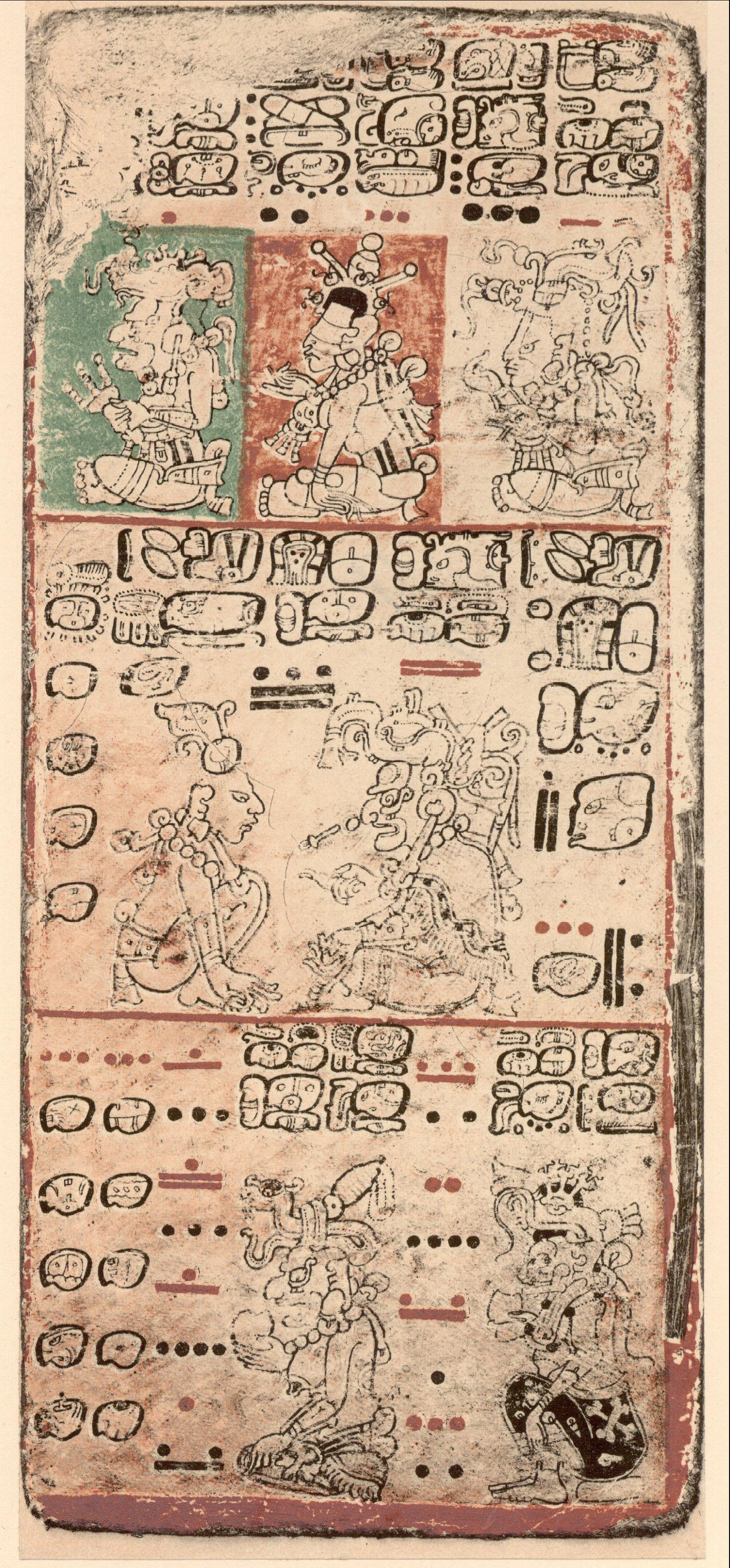
Pagina 9 del Codice di Dresda, che mostra il classico linguaggio maya, scritto in geroglifici maya

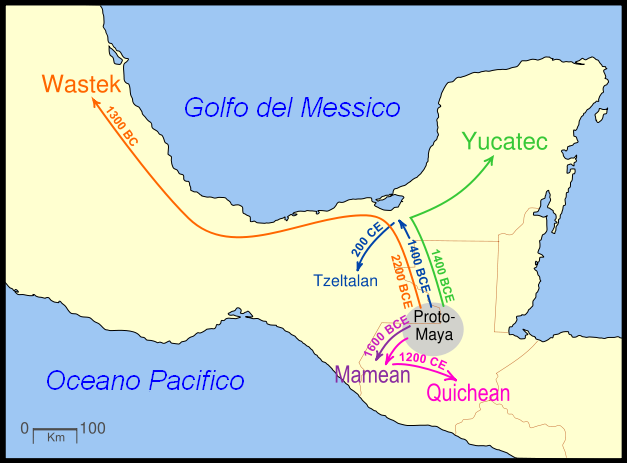
Mappa che mostra la teoria di Kaufmann sulla migrazione delle lingue maya

Le lingue maya sono una famiglia di lingue parlata nella Mesoamerica e nella parte settentrionale dell'America Centrale. Le lingue maya sono parlate da circa 6 milioni di nativi, principalmente nel Guatemala, Messico e Belize. Nel 1996, il Guatemala ha riconosciuto formalmente ventuno lingue maya, ed il Messico otto.

## Caratteristiche
Le lingue maya sono tra le lingue più documentate e studiate delle Americhe[2]. Le lingue maya moderne discendono dal protomaya, una lingua che si pensa fosse parlata circa 5000 anni fa; non avendone testimonianze dirette, il protomaya è stato parzialmente ricostruito, usando i metodi della linguistica comparativa.
Le lingue maya fanno parte dell'area linguistica mesoamericana, un'area di convergenza linguistica sviluppatasi attraverso millenni di interazioni tra le popolazioni della Mesoamerica: tutte le diverse lingue maya, infatti, presentano i tratti caratteristici tipici di quest'area linguistica. Per esempio, tutte queste lingue usano nomi relazionali al posto delle preposizioni per indicare le relazioni spaziali tra gli oggetti; inoltre posseggono caratteristiche grammaticali e linguistiche che le distinguono dagli altri linguaggi mesoamericani.
Durante il periodo precolombiano, alcune lingue maya furono scritte attraverso un sistema di geroglifici; questo uso si diffuse in particolar modo durante il periodo classico della civiltà maya (c. 250-900 d.C.). Il corpus sopravvissuto di oltre 10 000 codici[3], assieme alla ricca letteratura mesoamericana postcoloniale, redatta in caratteri latini, ci hanno permesso di capire molto della storia di queste civiltà native americane.

## Famiglie linguistiche
- cholan-tzeltalan
  - lingua ch'ol [codice ISO 639-3 ctu]
  - lingua ch'orti' [caa]
  - lingua chontal
  - lingua tzeltal [tzh]
  - lingua tzotzil [tzo]
- lingue huasteche
  - lingua huasteca [hus]
  - lingua chicomucelteca [cob]
- lingue kanjobalan - chujean
  - lingua chuj [cac]
  - lingua tojolabal [toj]
  - lingua jacalteca [jac]
  - lingua kanjobal [kjb]
  - lingua mocho [mhc]
- lingue quiche - mame
  - lingua mam o mame [mam]
  - lingua ixil [ixl]
  - lingua kekchí [kek]
  - lingua pocomam [poc]
  - lingue quiché
    - lingua k'iche' o quiché [quc]
    - lingua kaqchikel o cakchiquel [cak]
    - lingua tz'utujil [tzj]
- lingue yucateche
  - lingua itzá [itz]
  - lingua lacandona [lac]
  - lingua maya mopán [mop]
  - lingua maya yucateca [yac]

## Filmografia
Il film di Mel Gibson Apocalypto (2006) è stato girato in maya yucateco, che è parlato da più di un milione di persone nella penisola dello Yucatán (Messico) ed è la lingua della famiglia maya più conosciuta e studiata. Tale scelta è simile a quella che precedentemente lo stesso Gibson aveva fatto per il suo La passione di Cristo, girato in aramaico e latino.